# Поличкий Врх
Поличкий Врх (словен. Polički Vrh) — поселення в общині Песниця, Подравський регіон‎, Словенія.